# Рід Гастінгс
Вілмот Рід Гастінгс Дж. (нар. 8 жовтня 1960) — американський підприємець та меценат, співзасновник, голова та генеральний директор компанії Netflix, член правління Facebook та ряду неприбуткових організацій. Був членом Управління у справах освіти в штаті Каліфорнія.

## Життєпис
Гастінгс народився в Бостоні, штат Массачусетс в сім'ї Джоан Еморі (Луміс) та Вілмота Ріда Гастінгса. Його дідом по матері був відомий адвокат, фінансист, вчений, винахідник та меценат Альфред Лі Луміс.

## Створення Netflix
Ідея створення Netflix з'явилася у Гастінгса відразу після того, як він пішов з Pure Software. Він прострочив повернення відеокасети «Аполлон-13» на 6 тижнів і заборгував прокату 40$. Так він придумав бізнес-модель для майбутньої платформи: покупець оформляє щомісячну передплату, платить 30-40 $ в місяць і дивиться необмежену кількість фільмів.
У 1997 Рід Гастінгс і колишній співробітник Pure Software Марк Рендольф заснували компанію Netflix, сервіс по оренді фільмів. Покупці робили замовлення на сайті, а потім отримували DVD поштою. У 1998 році Гастінгс став генеральним директором компанії. Він каже, що не міг уявити, що сервіс стане таким популярним. Зараз колекція компанії налічує 100 тисяч фільмів, а її передплатниками є більше 100 мільйонів людей по всьому світу.

## Політичні погляди
У березні 2025 року Гастінгс пожертвував 2 мільйони доларів на підтримку України під час російсько-української війни.

## Особисте життя
Гастінгс живе в Сан-Франциско, де разом з дружиною Патрісією Енн Квіллана вони виховують двох дітей.